# 悪性関節リウマチ
悪性関節リウマチ（あくせいかんせつりうまち malignant RA、MRA）は、「既存の関節リウマチに、血管炎をはじめとする関節外症状を認め、難治性もしくは重篤な臨床病態を伴う場合」と定義される。ただし、単に関節リウマチの関節症状が高度に進行したものはRAには含まれない。MRAは関節リウマチと同様に自己免疫的な機序で発生すると考えられているが、詳細は明らかとなっていない。日本では年間約4000人が受療しているとされ、RA患者の0.6％を占める。男女比では1:2とRAに比べてやや男性の比率が高い。MRAは関節リウマチの既往が必須であるため、発症年齢のピークは50代と関節リウマチよりやや高齢である。MRAは日本独自の概念であり、欧米では「血管炎を伴う関節リウマチ（RA with vasculitis）」という概念が一般的である。いずれも病態の基本は既存RAに血管炎の症状を合併するものであるが、日本の定義するMRAは必ずしも血管炎を伴わない。

## MRA診断基準
（厚生労働省研究班、1988）

### A 臨床症状、検査所見
1. 多発性神経炎（知覚障害、運動障害のいずれを伴ってもよい）
2. 皮膚潰瘍または梗塞または指趾壊疽（感染や外傷によるものを含まない）
3. 皮下結節（骨突起部、伸側表面もしくは関節近傍にみられる皮下結節）
4. 上強膜炎または虹彩炎（眼科的に確認され、他の原因によるものは含まない）
5. 滲出性胸膜炎または心嚢炎（感染性など他の原因は含めない。癒着のみは陽性にしない）
6. 心膜炎
7. 間質性肺炎または肺線維症（病変の広がりは問わない）
8. 臓器梗塞（血管炎による虚血、壊死に起因した腸管、心筋、肺などの臓器梗塞）
9. リウマトイド因子高値（2回以上の検査で、RAHAテスト2560倍以上）
10. 血清補体価または血中免疫複合体（Clq結合能）陽性

### B 組織所見
- 皮膚、筋、神経、その他の臓器の生検により、小ないし中動脈に壊死性血管炎、肉芽腫性血管炎ないしは閉塞性内膜炎を認めること。

判定：関節リウマチの診断基準を満たし、Aの3項目以上を満たす、またはAの1項目とBの項目があれば、MRAと診断する。
※既存の関節リウマチに対する治療により、関節リウマチの関節症状などが改善した後であっても、血管炎などの症状が認められる場合MRAと診断される。

## 分類
MRAは血管炎型と非血管炎型に大別され、さらに 1. 全身性動脈炎型、2. 末梢性動脈炎型、3. 非血管炎型の3タイプに分類される。
1. 全身性動脈炎型：結節性多発動脈炎（PN）に類似した臨床症状をきたし、予後不良である。なおPNとの鑑別としては、全身性動脈炎型MRAでは腎症の頻度が低いことなどが挙げられる。
2. 末梢性動脈炎型：RA with vasculitisの一般的な臨床像を示し、診断基準の1、2、4、5、6などを特徴とする、予後良好なタイプである。
3. 非血管炎型：肺のみに病変をきたすタイプであり、生命予後には肺疾患（特に間質性肺炎）および感染症が強く関与する。

## 治療
MRAの治療では、まずそれまでの関節リウマチに対する治療を継続することが重要である。具体的にはDMARDs（スルファサラジンや、メトトレキサートなど）、および生物学的製剤（インフリキシマブ、エタネルセプト、トシリズマブなど）を中心とした薬物療法である。また炎症や痛みを抑える目的でNSAIDsやステロイドなども併用される場合もある。MRAの初期治療では原則として寛解に至るまでは入院治療とし、MRAの特異的な症状に対しては中等量以上の副腎皮質ステロイドを用いた薬物療法を行う。具体的には、急性期の全身性血管炎型ではプレドニゾロンを40～80mg投与する。血管炎による臓器梗塞や進行性の間質性肺炎を認める場合はステロイドパルス療法を併用する。末梢性動脈炎型ではプレドニゾロンを急性期には20～40mg用い、慢性期では5～20mgで維持する。副腎皮質ステロイドに反応しない場合や急速進行性肺炎の場合は、免疫抑制薬や抗凝固剤などを追加する。免疫抑制薬としては、シクロフォスファミドパルス療法やシクロスポリンAなどが用いられる。薬物療法で十分な効果が得られない場合は、血漿交換療法や白血球除去療法（LCAP療法）などの血液浄化療法も適応となる。